# Elezioni regionali in Campania del 1985
Le elezioni regionali in Campania del 1985 si tennero il 12-13 maggio.

## Risultati elettorali
| Liste                                                  | Voti      | %     | Seggi |
| ------------------------------------------------------ | --------- | ----- | ----- |
| Democrazia Cristiana (DC)                              | 1.253.462 | 38,97 | 24    |
| Partito Comunista Italiano (PCI)                       | 730.413   | 22,71 | 14    |
| Partito Socialista Italiano (PSI)                      | 458.689   | 14,26 | 9     |
| Movimento Sociale Italiano - Destra Nazionale (MSI-DN) | 289.835   | 9,01  | 5     |
| Partito Socialista Democratico Italiano (PSDI)         | 173.421   | 5,39  | 3     |
| Partito Repubblicano Italiano (PRI)                    | 117.537   | 3,65  | 2     |
| Partito Liberale Italiano (PLI)                        | 73.948    | 2,30  | 1     |
| Democrazia Proletaria (DP)                             | 36.273    | 1,13  | 1     |
| Campania Civica e Verde                                | 30.791    | 0,96  | 1     |
| Lista Ecologica                                        | 13.085    | 0,41  | -     |
| Partito Nazionale Pensionati (PNP)                     | 11.063    | 0,34  | -     |
| Alleanza Italiana Pensionati-Liga Veneta (AIP-ŁV)      | 9.671     | 0,30  | -     |
| Union Valdôtaine-Partito Democratico-UPAP-Ecologia     | 6.649     | 0,21  | -     |
| Lista locale                                           | 5.370     | 0,17  | -     |
| Partito Nazionale Inquilini (PNI)                      | 3.766     | 0,12  | -     |
| Partito Umanista (PU)                                  | 2.097     | 0,07  | -     |
| Partito Monarchico Nazionale (PMN)                     | 596       | 0,02  | -     |
| Totale                                                 | 3.216.666 |       | 60    |

| Riepilogo dei seggi | Riepilogo dei seggi | Riepilogo dei seggi | Riepilogo dei seggi | Riepilogo dei seggi | Riepilogo dei seggi | Riepilogo dei seggi |
| ------------------- | ------------------- | ------------------- | ------------------- | ------------------- | ------------------- | ------------------- |
|                     |                     |                     |                     |                     |                     |                     |
| DP                  | 1                   | ━                   |                     | PCI                 | 14                  | ▼ 1                 |
| PSI                 | 9                   | ▲ 2                 |                     | PSDI                | 3                   | ━                   |
| LCV                 | 1                   | Nuovo               |                     | PRI                 | 2                   | ▲ 1                 |
| DC                  | 24                  | ▼ 1                 |                     | PLI                 | 1                   | ━                   |
| MSI-DN              | 5                   | ▼ 2                 |                     |                     |                     |                     |